# Therobia rieki
Therobia rieki är en tvåvingeart som först beskrevs av Paramonov 1955.  Therobia rieki ingår i släktet Therobia och familjen parasitflugor. Inga underarter finns listade i Catalogue of Life.